# Saurauia ampla
Saurauia ampla är en tvåhjärtbladig växtart som beskrevs av Elmer Drew Merrill. Saurauia ampla ingår i släktet Saurauia och familjen Actinidiaceae. Inga underarter finns listade i Catalogue of Life.